# Alfons Fleischmann
Alfons Fleischmann, född 26 maj 1907 i Lochmühle i Hilpoltstein, död 21 augusti 1998 i Eichstätt, var en romersk-katolsk teolog, universitetslärare och grundare rektor för kyrkans omfattande universitetet i Eichstätt, föregångaren till dagens katolska universitetet i Eichstätt-Ingolstadt.

## Liv
Alfons Fleischmann studerade filosofi och teologi i Eichstätt Eichstätt och blev prästvigd 1931. Han arbetade som kaplan i Monheim och Neumarkt och även som lärare i religion vid Kloster Gnadenthal/Ingolstadt. 1938 tog han doktorsexamen och promoterades på Ludwig-Maximilians-universitetet i München med avhandlingstematDie Gnadenlehre des Wilhelm Estius und ihre Stellung zum Bajanismus.
Från 1941-1942 arbetade han som extra ordinarie Professor, 1946 som en ordinarie universitetsprofessor i moral- och pastoralteologi vid den biskopliga Phil.-Theol. Högskolan i Eichstätt. 1958 till 1968 var Fleischmann ställföreträdare för biskopen i Eichstätt fast som universitetskansler vid der Pädagogischen Hochschule, 1968 till 1972 verkade han som ordförande för stiftelsen på der Pädagogische Hochschule. 1972 till 1976 var han grundare rektor för kyrkans universitetet i Eichstätt, föregångaren till dagens Katolska universitetet i Eichstätt-Ingolstadt. 1975 blev han professor emeritus.
Under sina doktorandstudier 1936 han gick med i det tyska katolska studentbroderskapet KDSt.V. Aenania München i Cartellverband. Alfons Fleischmann var Cartellverband-pastor 1952-1964. Från 1968 till 1972 började hade han befattningen över Cartellverbands styrelse och var även ordförande federal seniorförbundet, dessutom var Alfons Fleischmann förbunden med filistéerna i 23 CV- och två ÖCV-anslutningar. Alfons-Fleischmann-Studentenheimvereinstöttade byggandet av studentsovsalar vid universitet i östra Tyskland.

## Tilldelningar
Episkopal * präst rådets
- Kyrkostaten prelat av heder
- Innehavare av förtjänstkors av första klassen
- Riddare av stora hederstecken Honour av Republiken Österrike
- Hedersmedborgare Eichstätt

## Publikationer
- Fleischmann, Alfons: Die Gnadenlehre des Wilhelm Estius und ihre Stellung zum Bajanismus. Eine dogmengeschichtliche Untersuchung zu den Gnadenstreitigkeiten des ausgehenden 16. Jahrhunderts, (= Diss. Ludwig-Maximilians-Univ. München, 1937) – Kallmünz über Regensburg 1940. X, 184 S.